# 멘 (프로뱅스)

멘의 위치

멘(Maine)은 프랑스의 옛 프로뱅스 중 하나이다. 790년 카롤루스 대제가 아들 멘 공국을 설치하여 카롤루스 이우니오르에게 주었다. 프랑스 혁명 이후에 개편되었다.